# Spandau (Berlín)
Spandau es una antigua ciudad y actual barrio (ortsteil) de Berlín. Está situado en su distrito homónimo. En 2008 su población estimada era de 33 433 personas.

## Historia

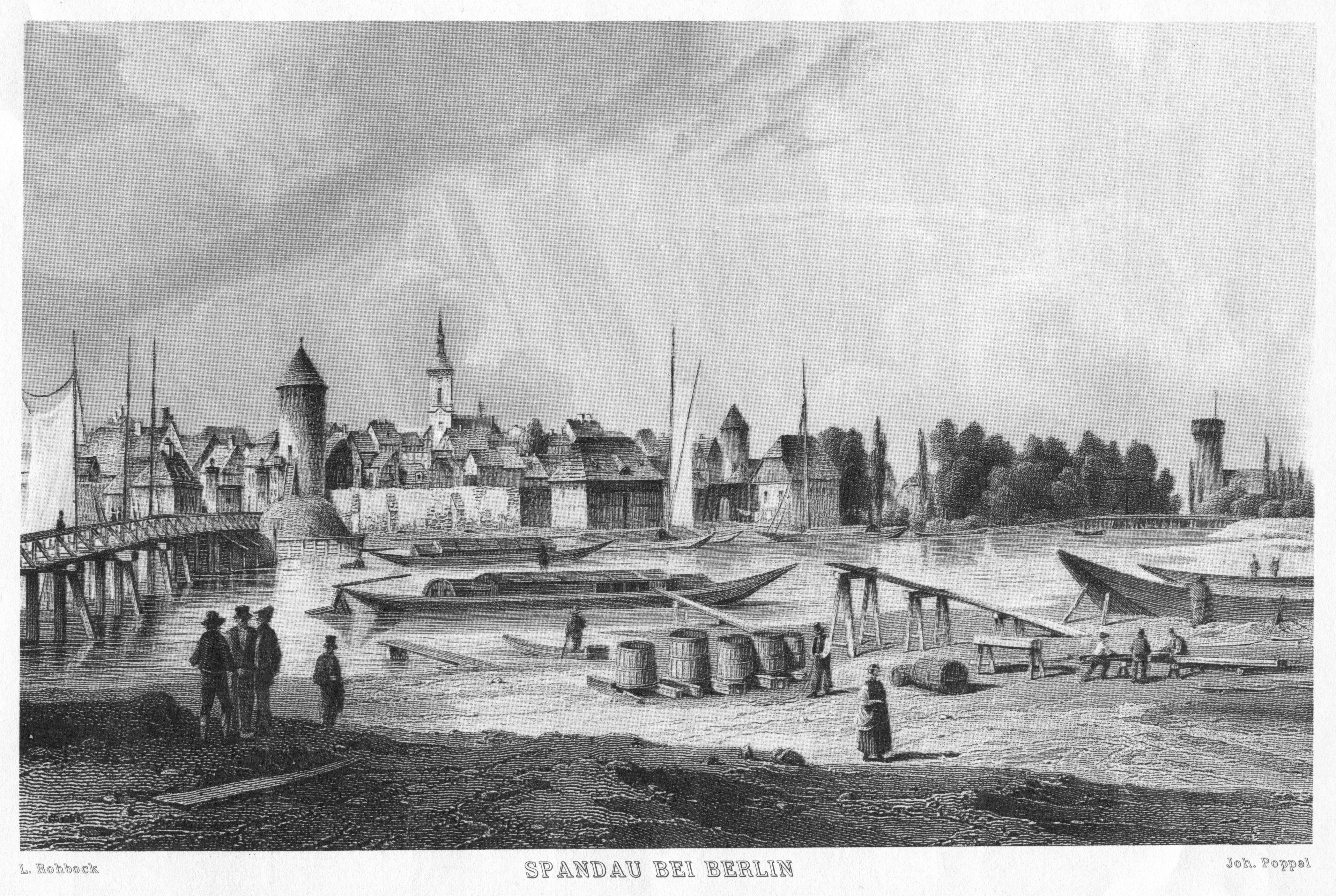
Dibujo de la localidad hacia 1850.

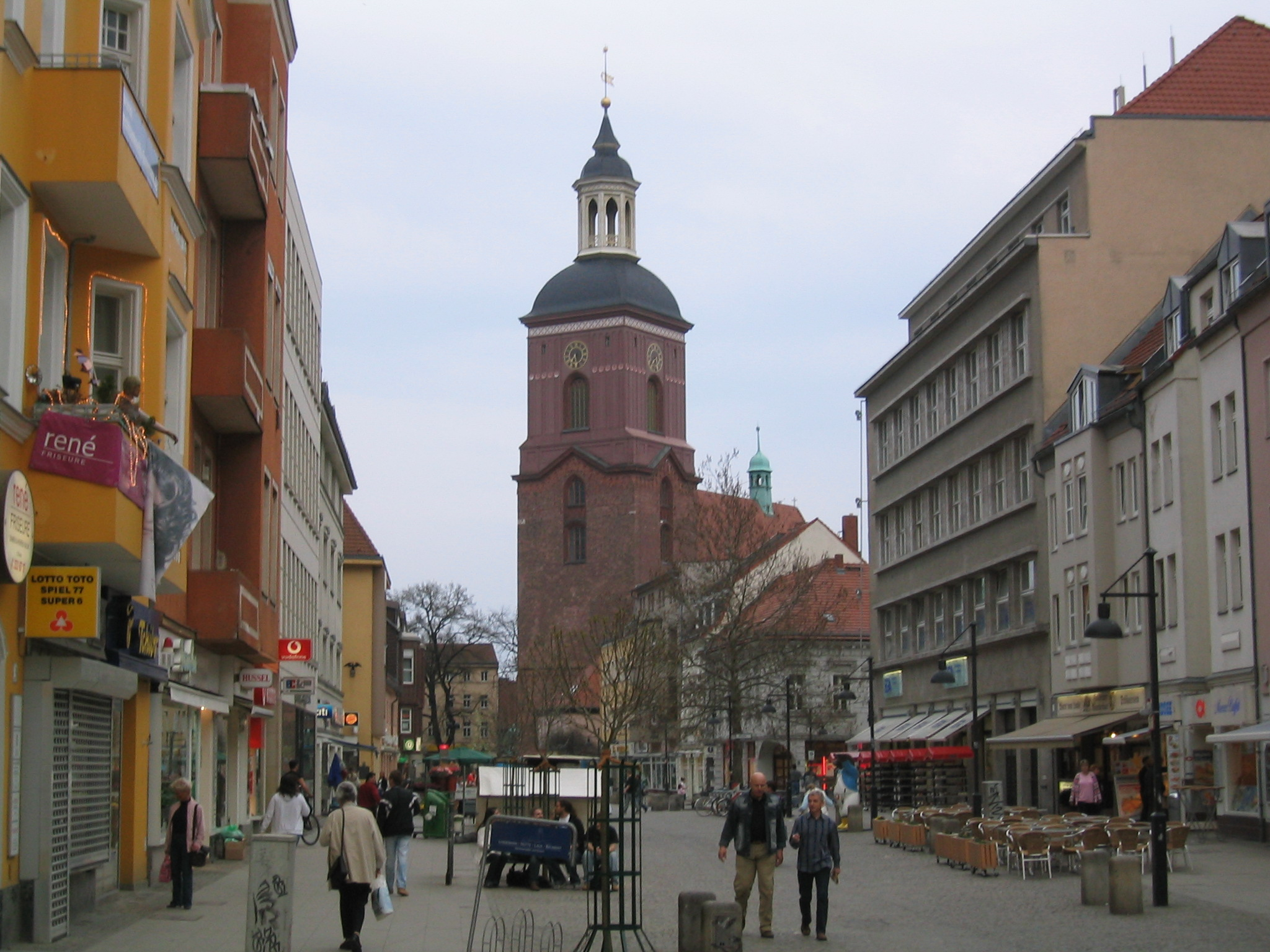
Centro de Spandau, con la iglesia de San Nicolás al fondo.

La ciudad fue fundada en la confluencia de los ríos Spree y Havel. El asentamiento humano en la zona se remonta al siglo VI, cuando los territorios orientales del río Elba estaban poblados por varias tribus eslavas. La historia de Spandau empieza en los siglos VII o VIII, cuando los hevelios se instalaron en la zona y construyeron una fortaleza. Fue conquistada en 928 por el rey alemán Enrique I de Sajonia, pero volvió a la dominación eslava tras la rebelión de 983. En 1156, el conde Alberto I de Brandeburgo tomó posesión de la región y se cree que estableció una fortaleza aquí, la cual dio origen al nombre de Spandau. Fue alrededor de esta fortaleza como se desarrolló la ciudad de Spandau, convirtiéndose en el centro de toda la región.
Se menciona como "Spandowe" en 1197 en una escritura de Otón II, en el Margraviato de Brandeburgo, 40 años antes de que se nombre a Cölln, parte de Berlín medieval. Spandau recibió los derechos de ciudad en 1232. Durante la gobierno de la Casa de Ascania empezó la construcción de la Ciudadela de Spandau, que fue completada entre 1559 y 1594 por Joaquín II de Brandeburgo. En 1558, el pueblo de Gatow pasó a formar parte de Spandau. Durante la Guerra de los Treinta Años, Spandau se rindió a los suecos en 1634.
En 1806, tras las batallas de Jena y Auerstedt, las tropas francesas de Napoleón Bonaparte tomaron posesión de la ciudad y se quedaron hasta 1807. En 1812, Napoleón volvió y la Ciudadela de Spandau fue asediada en 1813 por tropas prusianas y rusas.
Antes de la Primera Guerra Mundial, Spandau tenía grandes fundiciones de cañones, fábricas para la fabricación de pólvora y otras municiones de guerra. Era un centro de la industria armamentística del Imperio alemán. También fue una ciudad de guarnición con numerosos cuarteles, como el de la 5ª Brigada de Infantería de Guardias y la 5ª Brigada de Guardias de Pie del ejército alemán. 
En 1920, la ciudad independiente de Spandau (el nombre de la cual había sido cambiado de Spandow en 1878) fue incorporada en aplicación de la Ley del Gran Berlín como barrio a la capital del Imperio. Antes formaba parte de la Provincia de Brandeburgo.
Después de la Segunda Guerra Mundial y hasta 1990, cuando Berlín fue dividida en cuatro secciones administradas por los Aliados tras la derrota nazi, Spandau formó parte del Sector de Ocupación Británico en el Berlín Occidental. La prisión de Spandau, construida en 1876, sirvió para albergar a los criminales de guerra nazis que fueron condenados a encarcelamiento en los Juicios de Núremberg. Después de la muerte de su último recluso, Rudolf Hess, en 1987, la prisión de Spandau fue demolida completamente por los poderes aliados y posteriormente sustituida por un centro comercial.

## Geografía
Está situada en el centro de su distrito. Limita al sur con Wilhelmstadt; al oeste con Staaken y Falkenhagener Feld; al norte con Hakenfelde; y al este con Haselhorst, Siemensstadt y Westend (del distrito de Charlottenburg-Wilmersdorf).